# Clément d'Ohrid
Pour les articles homonymes, voir Saint Clément, Clément et Saint-Clément.
Clément d'Ohrid (en grec Κλήμης της Αχρίδας, en bulgare et en macédonien Свети Климент Охридски, en vieux-slave Климє́нтъ Охрїдьскъ), né vers 840 et décédé en 916 à Ohrid, est un saint, un moine et un écrivain de l'Empire bulgare, devenu évêque d'Ohrid, ville de l'actuelle Macédoine du Nord. Il était le plus illustre disciple de Cyrille et Méthode et il est souvent associé à la création, et surtout la propagation, des alphabets glagolitique et cyrillique. Il est considéré comme le premier évêque de l'Église orthodoxe bulgare,, l'un des sept apôtres de l'Empire bulgare et comme le saint patron de la Macédoine du Nord et de l'Église orthodoxe macédonienne.

## Biographie
Le début de sa vie est mal connue. Selon Théophylacte d'Ohrid, il serait né dans le Sud-Ouest du Premier État bulgare.
Clément a été lié très jeune à Cyrille et Méthode : selon Théophylacte, il s'attacha « dès son plus jeune âge » à Méthode, qui devint son modèle (probablement dès 856, quand Méthode entra dans un monastère sur le mont Olympe de Bithynie) ; il accompagna les deux frères en 863 dans leur mission en Grande-Moravie, et en 868 à Rome, où il fut ordonné prêtre. Après la mort de Cyrille à Rome, Clément accompagne Méthode lors de son voyage de Rome à la Pannonie et la Grande-Moravie. Après la mort de Méthode en 885, ses disciples sont persécutés par le prince morave Sphentoluk ainsi que par l'évêque germanique Wiching car ils refusaient le Filioque. Il est emprisonné, laissé à des soldats barbares puis expulsé de Moravie après de nombreuses tribulations, il se rend alors en Bulgarie en 885 ou 886, avec Naum et Angelar, tous anciens disciples de Cyrille et Méthode. Ils sont envoyés à Pliska, la capitale bulgare d'alors, où Boris Ier leur demande d'éduquer le futur clergé bulgare en vieux-slave. Sava, un autre disciple y contribue également.
Après l'adoption du christianisme en 865, les cérémonies religieuses en Bulgarie étaient tenues en grec par des religieux envoyés par l'Empire byzantin. Craignant l'influence byzantine grandissante et l'affaiblissement de son État, Boris Ier voyait l'adoption du vieux-slave en tant que langue liturgique comme un moyen de conserver son indépendance politique. Sous son impulsion, deux écoles de vieux-slave sont ouvertes, la première à Preslav et la deuxième à Ohrid.

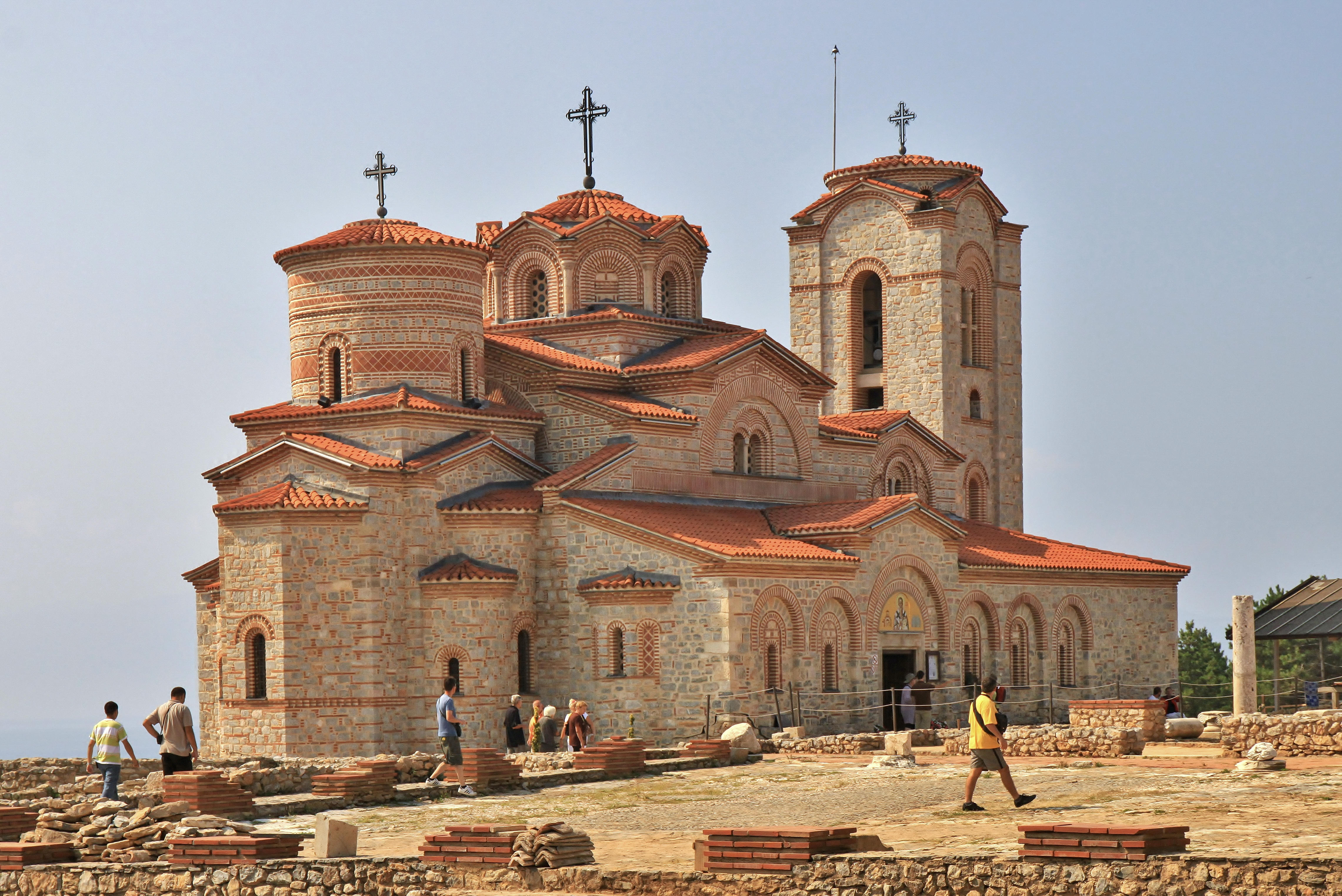
Le monastère Saint-Pantaleimon à Plaošnik, dans la ville d'Ohrid.

Alors que Naum reste à Pliska, Clément est envoyé dans sa région natale, à Ohrid. Pendant sept ans, de 886 à 893, il y forme quelque 3 500 disciples en vieux-slave et avec l'alphabet glagolitique. Puis il va poursuivre le travail de traduction en cyrillique. En 893, il est ordonné archevêque. À sa mort, il est enterré au monastère Saint-Pantaleimon d'Ohrid.

## Œuvres et postérité
Saint Clément d'Ohrid est l'un des auteurs en vieux-slave les plus prolifiques et les plus importants. On lui attribue l'hagiographie de Cyrille et Méthode, la traduction de chants religieux et l'écriture de deux services liturgiques.
L'invention de l'alphabet cyrillique lui est parfois attribuée, bien qu'il aurait plutôt été développé à Preslav au début du Xe siècle avec Constantin de Preslav, Jean l'Exarque et Chrabr le moine de l'École littéraire de Preslav, à l'époque Pliska.
La première université bulgare moderne, l'université de Sofia, fondée en 1888, porte son nom. Son nom a aussi été donné à la Bibliothèque nationale et universitaire de la république de Macédoine et à l'université de Bitola.
La Bulgarie a également donné son nom (la « base antarctique Saint-Clément-d’Ohrid ») à sa base antarctique située sur l’île Livingston, îles Shetland du Sud, au nord de l’Antarctique.